# Avenue des Chasseurs
L'avenue des Chasseurs est une voie du 17e arrondissement de Paris, en France.

## Situation et accès
L'avenue des Chasseurs est une voie publique située dans le 17e arrondissement de Paris. Cette courte voie débute au 57, boulevard Pereire et se termine au 162-168, boulevard Malesherbes.

## Origine du nom
Ce lieu était un ancien rendez-vous de chasse.

## Historique
La voie est créée et alignée sous sa dénomination actuelle en 1862.

## Bâtiments remarquables et lieux de mémoire
- Au no 7 a vécu le cinéaste Henri-Georges Clouzot (1907-1977).
- Au no 9 a vécu et est mort le sculpteur Louis-Ernest Barrias (1841-1905).